# Le Combat du duc de Clarence
Le Combat du duc de Clarence est une sculpture en bronze réalisée par Émilien de Nieuwerkerke en 1839. En 2014, elle est prêtée au Musée des beaux-arts de Lyon dans le cadre de l'exposition L'invention du Passé. Histoires de cœur et d'épée 1802-1850.